# Piława Górna
Piława Górna (Duits: Gnadenfrei) is een stad in het Poolse woiwodschap Neder-Silezië, gelegen in de powiat Dzierżoniowski. De oppervlakte bedraagt 20,31 km², het inwonertal 6811 (2005).

## Verkeer en vervoer
- Station Piława Górna